# 川南疣螈
川南疣螈（学名：Tylototriton pseudoverrucosus）一种分布于中华人民共和国四川省南部的两栖动物，隶属于蝾螈科疣螈属。

## 形态特征
成年川南疣螈全长187～200毫米。身体修长，头部扁薄。头顶光滑，体侧具有15～16枚瘰疣。身体基色为黑褐色，头部、四肢、脊棱、体侧瘰疣、尾部及泄殖腔口棕红或棕黄色。

## 分布
川南疣螈目前仅分布于四川南部凉山州宁南县。